# Курок Олександр Іванович
Олександр Іванович Курок (нар. 13 червня / за іншими даними 30 червня 1955 року, с. Мутин Кролевецького району Сумської області) — український педагог, ректор Глухівського національного педагогічного університету імені Олександра Довженка (з 2000 року), доктор історичних наук, кандидат педагогічних наук, професор, заслужений працівник народної освіти України (1999).

## Навчання
Олександр Курок закінчив у 1981 році Чернігівський державний педагогічний інститут імені Тараса Шевченка за спеціальністю «Фізичне виховання», а в 1987 році — «Історія».

## Викладацька та наукова діяльність
Педагогічну діяльність почав у 1981 році у Глухівському інституті (зараз Глухівський національний педагогічний університет імені Олександра Довженка). Пройшов шлях від викладача до проректора і ректора Глухівського ЗВО: у 1987—1990 та 1993—1995 рр. працював завідувачем кафедри фізичного виховання, в 1995—1999 рр. — деканом факультету дошкільного виховання, в 1999—2000 рр. — проректором із соціально-економічних питань.
У 1994 році захистив кандидатську дисертацію і здобув науковий ступінь кандидата педагогічних наук, а в 1996 р. — отримав звання доцент.
У 2000 р. Олександр Іванович обраний ректором Глухівського державного педагогічного інституту. У 2002 році — отримав наукове звання професора кафедри дошкільної педагогіки.
У 2011 році захистив докторську дисертацію.
Автор понад 40 наукових праць.
Олександр Курок — член спеціалізованої вченої ради Національної наукової сільськогосподарської бібліотеки НААН України (Д 26.373.01 з правом прийняття до розгляду та проведення захисту дисертацій на здобуття наукового ступеня доктора (кандидата) історичних наук за спеціальністю 07.00.07 «Історія науки й техніки»).

## Депутатство
З 2002 року — чотири рази обирався депутатом Сумської обласної ради: у 2006 та у 2010 роках, а також у 2015 р..

## Спортивне життя
З 1981 до 1987 року молодий Олександр Курок був лідером глухівської футбольної команди «Авангард» / «Колос», яка виступала в першій групі обласного чемпіонату Сумщини.
Голова Сумської обласної федерації біатлону.

## Нагороди
- Орден «Знак Пошани» (1981),
- орден «За заслуги» III ступеня (2009),
- Почесна грамота Верховної Ради України (2003),
- Почесна грамота Міністерства освіти і науки України (2004),
- нагрудний знак «Петро Могила» (2005)[10].

## Перелік публікацій
- Курок Олександр Іванович. Педагогічні умови навчання дітей старшого дошкільного віку рухових дій з м'ячем (на матеріалі ігор з елементами футболу) [Текст]: автореф.дис…канд.пед.наук:13.00.04 / Курок Олександр Іванович ; Харківський педагогічний ін-т ім. Г. С. Сковороди. — Х., 1994. — 24 с.
- Вільчковський Едуард Станіславович. Фізичне виховання дітей у дошкільному закладі [Текст] / Е. С. Вільчковський, О. І. Курок. — К.: [б.в.], 2001. — 216 с.: мал. — ISBN 966-7763-17-X
- Курок Олександр Іванович. Психолого-педагогічні аспекти навчання складним руховим діям [Текст]: навчальний посібник / О. І. Курок [и др.]; Глухівський держ. педагогічний ун-т. — Глухів: РВВ ГДПУ, 2006. — 137 с. — ISBN 966-376-008-7
- Мосіяшенко, Володимир Андрійович. Історія педагогіки України в особах [Текст]: навч. посіб. для вищ. пед. навч. закл. / В. А. Мосіяшенко [и др.]. — Суми: Університетська книга, 2005. — 266 с. — Бібліогр.: с. 263—266. — ISBN 966-680-185-X
- Курок Олександр Іванович. Формування і розвиток наукової думки про ґрунти: історія, теорія, практика [Текст]: монографія / Курок Олександр Іванович; Переяслав-Хмельниц. держ. пед. ун-т ім. Г. Сковороди, Глухів. держ. пед. ун-т ім. О. Довженка. — К.; Глухів: РВВ ГДПУ ім. О. Довженка, 2009. — 371 с. : табл. — ISBN 966-376-067-2
- Курок Олександр Іванович. Еволюція наукової думки про ґрунти (80-ті рр. XIX—XXI ст.) [Текст]: автореф. дис. … д-ра іст. наук : 07.00.07 / Курок Олександр Іванович ; ДВНЗ «Переяслав-Хмельниц. держ. пед. ун-т ім. Г. Сковороди». — Переяслав-Хмельницький, 2011. — 33 с.
- Система підготовки майбутніх вихователів до фізичного виховання дітей дошкільного віку [Текст]: монографія / Глухів. нац. пед. ун-т ім. О. Довженка. — Глухів: РВВ ГНПУ ім. О. Довженка, 2010. Ч. 1 / Курок О. І. [та ін.]. — 2010. — 138 с.: рис.
- Курок Олександр Іванович. Організація підготовки аспіранта і здобувача [Текст]: метод. рек. / [О. І. Курок, В. П. Зінченко]; Глухів. нац. пед. ун-т ім. О. Довженка. — Глухів: РВВ ГНПУ ім. О. Довженка, 2010. — 60 с.: табл.
- Курок Олександр Іванович. Еволюція наукової думки про ґрунти (80-ті рр. XIX—XXI ст.) [Текст]: дис. … д-ра іст. наук : 07.00.07 / Курок Олександр Іванович ; ДВНЗ «Переяслав-Хмельниц. держ. пед. ун-т ім. Г. Сковороди». — Переяслав-Хмельницький, 2010. — 448 арк. — Бібліогр.: арк. 374—448.
- Курок Олександр Олександрович. Управління зовнішньоекономічною діяльністю підприємств у системі митно-тарифного регулювання [Текст]: автореф. дис. … канд. екон. наук : 08.00.04 / Курок Олександр Олександрович ; Хмельниц. нац. ун-т. — Хмельницький, 2012. — 20 с.
- Історико-культурна спадщина Дніпровського Лівобережжя, Курського Посейм'я та Слобожанщини: минуле і сучасність [Текст]: зб. матеріалів Міжнар. наук.-практ. конф., присвяч. 285-річчю обрання Данила Апостола гетьманом Лівобереж. України (24 лют. 2012., Глухів) / Глух. нац. пед. ун-т ім. Олександра Довженка [та ін.] ; [редкол: О. І. Курок та ін.]. — Глухів ; Ніжин: Лисенко М. М. [вид.], 2012. — 175 с. : рис., табл. — ISBN 978-966-2213-87-4
- Глухівські наукові читання — 2011 [Текст]: зб. матеріалів Міжнар. наук.-практ. конф. молодих учених та студ., присвяч. 20-річчю Всеукр референдуму 1 груд. 1991 р. (15-17 листоп. 2011 р.) / Глух. нац. пед. ун-т ім. Олександра Довженка, Т-во молодих учених ; [редкол.: Курок О. І. (голова) та ін.]. — Глухів: РВВ ГНПУ ім. О. Довженко, 2011. — 267 с. : рис., табл.
- Курок Олександр Іванович. Програма спецкурсу "Профілактика та корекція функціональних порушень опорно-рухового апарату у дітей дошкільного віку [Текст]: навч.-метод. посіб. / О. І. Курок, О. М. Шовкопляс ; Глухів. нац. пед. ун-т ім. Олександра Довженка. — Глухів: РВВ ГНПУ ім. О. Довженка, 2011. — 30 с. : рис. — Назва обкл. : "Профілактика та корекція функціональних порушень опорно-рухового апарату у дітей дошкільного віку.
- Глухівські наукові читання — 2012 [Текст]: зб. матеріалів II Міжнар. наук. конф. молодих вчених та студ., присвяч. 865-літтю першої літопис. згадки про Глухів та 68-й річниці звільнення України від нім. окупантів, (16-17 листоп. 2012 р.) / Упр. у справах сім'ї, дітей і молоді Сум. обл. держ. адмін. [та ін.] ; [ред. кол.: О. І. Курок та ін.]. — Глухів: Лисенко М. М. [вид.], 2012. — 179 с. — Текст укр., рос. — Бібліогр. в кінці ст. — ISBN 978-617-640-078-3
- Історико-культурна спадщина Дніпровського Лівобережжя, Курського Посейм'я та Слобожанщини: минуле і сучасність [Текст]: зб. матеріалів II Міжнар. наук.-практ. конф., присвяч. 95-річчю обрання Павла Скоропадського гетьманом Укр. Держави (1 берез. 2013 р., м. Глухів) / Глух. нац. пед. ун-т ім. Олександра Довженка [та ін.] ; [редкол.: О. І. Курок (голова), В. П. Зінченко, Я. М. Гирич (відп. ред.)]. — Глухів ; Ніжин: Лисенко М. М. [вид.], 2013. — 203 с. : іл., табл. — Бібліогр. в кінці ст. — ISBN 978-617-640-086-8
- Організація конкурсного відбору проектів наукових досліджень [Текст]: метод. рек. / Глухів. нац. пед. ун-т ім. Олександра Довженка ; [упоряд. О. І. Курок, В. П. Зінченко]. — Глухів: РВВ ГНПУ ім. О. Довженка, 2012. — 115 с. : табл.
- Методологія і методи наукових досліджень [Текст]: навч. посіб. / Лівінський О. М. [та ін.] ; за ред. акад. Укр. акад. наук, д-ра техн. наук, проф. О. М. Лівінський ; Глухів. нац. пед. ун-т ім. Олександра Довженка. — Глухів: РВВ ГНПУ ім. О. Довженка, 2012. — 173 с. : рис., табл.